# 陳隆
陳隆（15世紀—15世紀），字伯昌，福建福州府連江縣上里人，明朝政治人物。

## 生平
陳隆是正統六年（1441年）辛酉科福建鄉試第五十三名舉人，授松江同知，成化年間陞苑馬寺少卿，改太僕寺少卿，均以清節著名，致仕後在家不殖產業，說：「無庸為子孫供遊蕩。」他喜好圖書，終日閱讀靜玩，猶如不知有外事。

## 引用
1. 1 2  民國《連江縣志·卷二十三·列傳》：陳隆，字伯昌，上里人，領正統六年鄉薦，授松江同知，成化間擢苑馬少卿，轉太僕致仕，所至以清節著，居家不殖產業，謂：「無庸為子孫供遊蕩。」資性好圖書，終日靜玩若不知有外事然。 移綴節概